# Thomas de Keyser

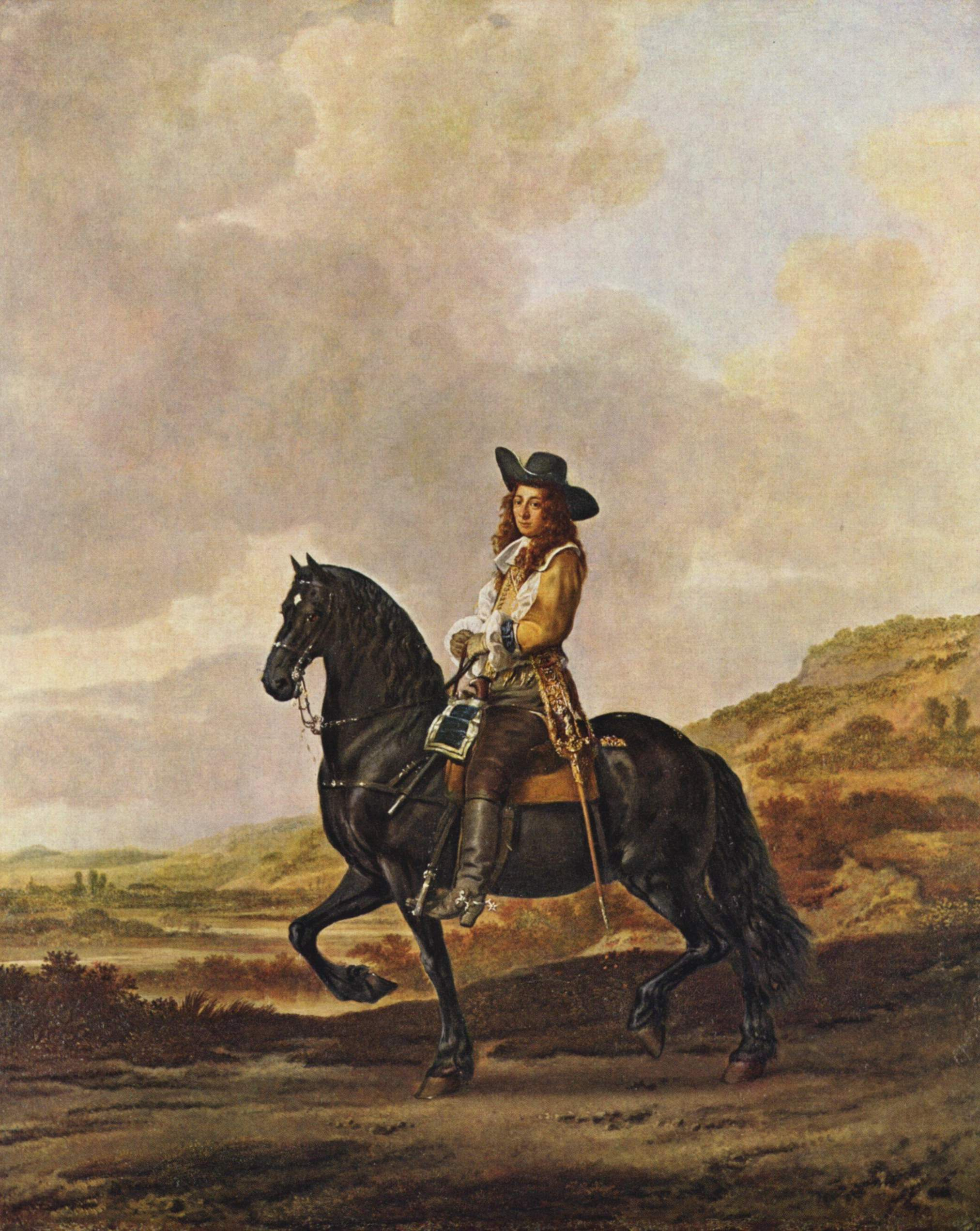
Porträtt av Pieter Schout på häst, 1660

Thomas de Keyser, född omkring 1596 i Amsterdam, död där 7 juni 1667, var en nederländsk porträttmålare. Hans far var bildhuggaren Hendrick de Keyser.
De Keyser var sannolikt elev av Cornelis van der Voort, men även påverkad av Nicolas Elias och den samtida Rembrandt. I allmänhet är hans bilder utförda i helfigur och halv naturlig storlek. Särskilt känt är hans skickligt komponerade gruppbilder. Hans framställningar kännetecknas både genom sin själfullhet och också sin eleganta teknik. De enda med säkerhet kända porträtten av hans hand i Sverige är två små på koppar 1631 och 1634 målade bröstbilder av En äldre borgare och hans hustru i Stockholms universitets samling. 
Undantagsvis målade De Keyser även mytologiska ämnen, såsom Bacchus och Ariadne (1657) i Amsterdams stadshus och Venus, begråtande Adonis’ död, i brukspatron Ax. Ekmans samling på Mogård.